# Conservatorismo
Il conservatorismo è un’ideologia che diffida dei mutamenti improvvisi (la cui incontestabile espressione è il concetto di rivoluzione) e sostiene l’opportunità di preservare un determinato stato istituzionale, religioso, sociale, avversando o ritardando il progresso (e la trasformazione) di idee, forme e istituti politici e sociali, senza sfociare tuttavia nel reazionarismo.
È anche una filosofia sociale e politica (tipica della destra) che si oppone al modernismo, tende a favorire pratiche migliorative per la continuità storica,  ricerca un ritorno ai valori tradizionali.
Il conservatorismo crede dunque in un cambiamento limitato in ciò che è naturale o organico, affermando il primato della legge naturale sulla ragione e sulla volontà umana, ritenendo  che l'ordine sociale sia indipendente da esse. Si oppone anche alla dottrina liberale sulla base di ciò che la legge è o dovrebbe essere; i diritti, acquisiti e protetti da istituzioni costituite, non sono innati o collegati all'individuo.

## Storia e diffusione

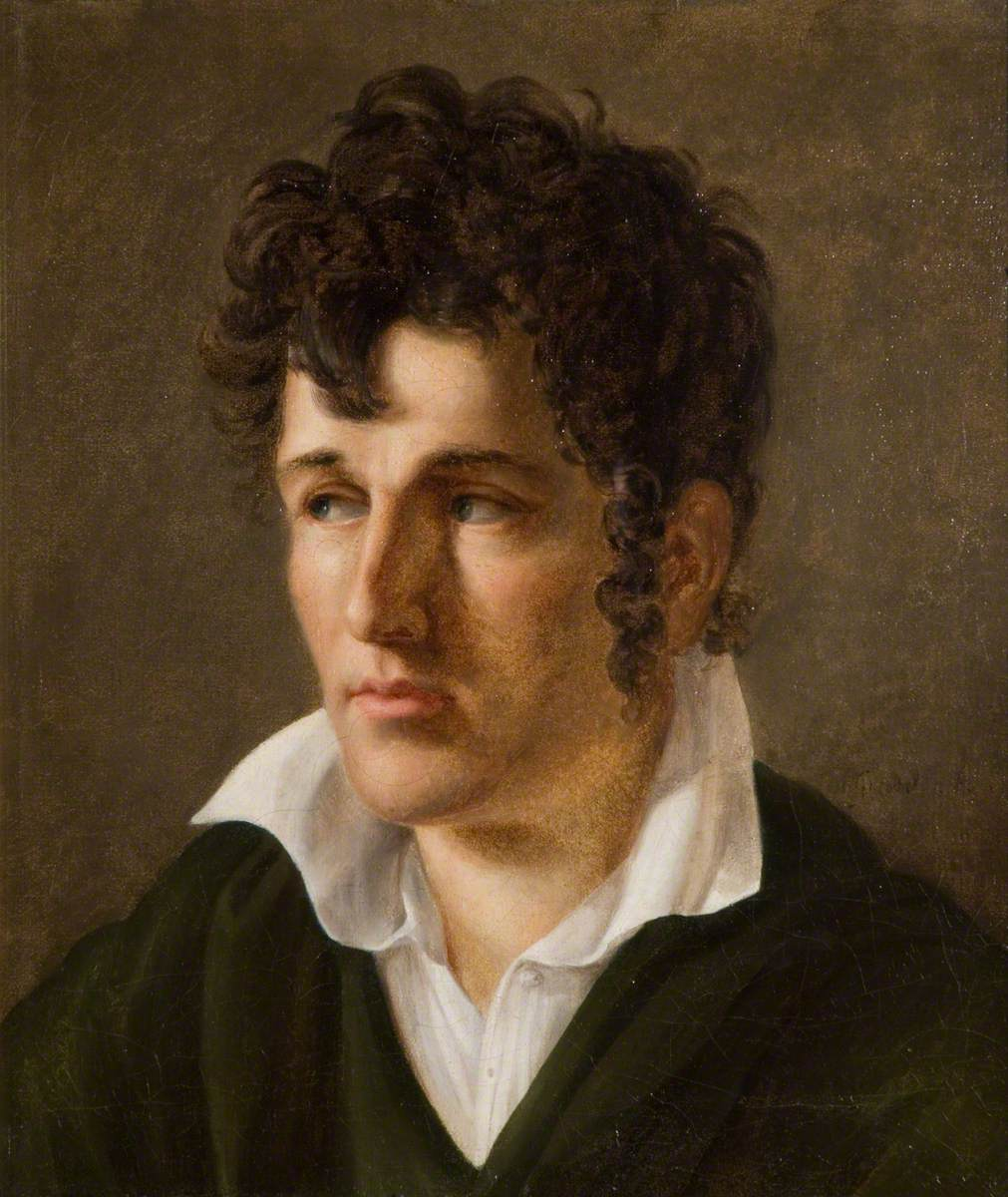
François-René de Chateaubriand, il "coniatore" del conservatorismo

Storicamente in polemica con gli aspetti radicali della rivoluzione francese, i conservatori moderni avversano i «progetti utopistici di società perfette, credono nello Stato di diritto e nel mercato, sono intransigenti in tema di legalità e ordine sociale e nutrono un particolare rispetto per famiglia, proprietà privata, tradizione ». 
Per François-René de Chateaubriand, insigne letterato, a lungo appartenente al movimento ultrarealista e testimone attendibile dei mutamenti che hanno connotato la nascita dell’epoca moderna, il "conservatore" sostiene la religione, monarchia, libertà, la Carta e la gente rispettabile. È conservatore colui che in una società in continuo cambiamento come la nostra ha dei solidi valori di ancoraggio, la possibilità di aggrapparsi orgogliosamente a quello che non muta.
Nel Regno Unito il conservatorismo ebbe maggiore successo. 
Non avendo subito una rivoluzione analoga a quella francese (anzi timoroso degli eccessi come il "Terrore") e la monarchia inglese aveva mantenuto il rispetto e la benevolenza del suo popolo. Il padre del conservatorismo inglese fu Edmund Burke, che ironicamente era un Whig (ovvero un liberale).
Burke sosteneva un conservatorismo meno rigido di quello di Chateubriand e, essendo attivo prima di questi, può essere considerato un proto-conservatore, al punto che che sostenne la rivoluzione americana (che aveva quale causa principale le eccessive tassazioni) mentre disconobbe quella francese (che aveva come proposito il rovesciamento della monarchia). Fu proprio nel Regno Unito che, alla fine del XVIII secolo, si sviluppò in seno al Partito Tory un largo gruppo conservatore, opposto al succitato Partito Whig di matrice liberale.
I Tory, sospettosi verso il capitalismo (in quanto fortemente anglicani e legati all'aristocrazia terriera, ostile alla borghesia) e mercantilisti, finirono per accettare il sistema del laissez-faire ("lascia fare") mantenendo invece una linea protezionistica verso i commerci esteri. Nel 1836 i Tory si coalizzarono nel Partito Conservatore, che sebbene allora caratterizzato essenzialmente dai tratti progressisti uninazionali, finì per definire chiaramente i principi conservatori, in linea generale con quelli teorizzati da Chataubriand.
Nel frattempo negli Stati Uniti Alexander Hamilton aveva fondato il Partito Federalista. Questo, nonostante la denominazione, era favorevole alla centralizzazione dei poteri (ovvero dati al governo federale), all'industrializzazione e al monetarismo; era infine contrapposto al Partito Democratico-Repubblicano di Thomas Jefferson, che propugnava un liberalismo classico e un rigido fiscalismo, oltre a difendere il ruralismo e il federalismo. 
Nel 1833 i federalisti e i membri dissidenti del Partito Democratico di Andrew Jackson crearono il Partito Whig, in sintonia con i loro omologhi inglesi. Furono i democratici quindi a rappresentare i conservatori fino alla fine del secolo e, seppur con forti venature liberali (specie sul libero-scambio), il Partito Democratico si mantenne populista, segregazionista e rurale, decisamente presente negli Stati del Profondo Sud.
Negli albori del XX secolo vi fu un notevole ribaltamento nel sistema politico anglosassone, dove il conservatorismo era radicato. Negli Stati Uniti varie rotture nel Partito Repubblicano, erede dei Whig, avevano portato definitivamente l'ala progressista di questo a formare il Partito Progressista, guidato da Theodore Roosevelt, che confluì prevalentemente nel Partito Democratico.
I repubblicani di William Howard Taft si diedero un profilo alquanto conservatore, mentre i democratici di Woodrow Wilson trasformarono le idee populiste in un'ideologia progressista tuttora chiamata liberalismo moderno ("modern liberalism", simile alla socialdemocrazia europea).
Nel Regno Unito invece il Partito Liberale stava perdendo terreno per il Partito Laburista di idee socialiste e questo aveva portato a un aumento dei voti conservatori, che avevano rafforzato il loro liberalismo economico.

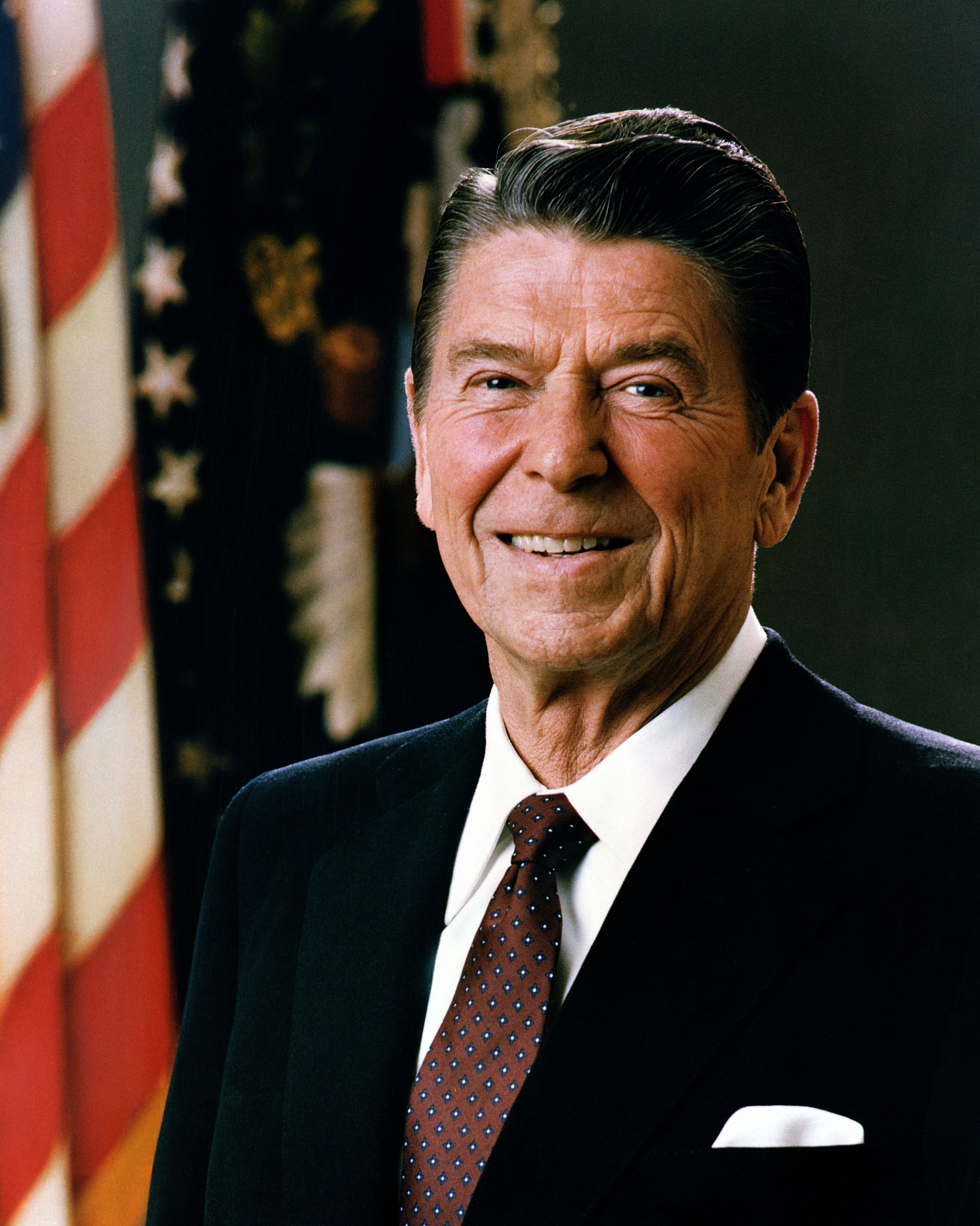
Ronald Reagan, fu un popolare Presidente americano nonché innovatore del concetto di conservatorismo

Nella Francia del dopoguerra si verificò la nascita di un conservatorismo populista e statalista: il gollismo, in tal modo noto per via del sostegno a Charles de Gaulle. A differenza dei conservatori anglosassoni, De Gaulle era nettamente nazionalista e tecnocratico; era conservatore solo sui temi sociali, in quanto in economia (come numerosi Paesi europei dell'epoca, guidati da partiti cattolici) fu sostanzialmente dirigista.
Inizialmente marginale come Raggruppamento del Popolo Francese, nella metà degli anni cinquanta il movimento gollista ebbe un'impennata, dovuta alla sfiducia verso i partiti politici cattolico (MRP), socialista (SFIO) e liberale (CNIP) che si alternavano costantemente alla guida del Paese.   Nel 1958 De Gaulle venne eletto premier con l'Unione per la Nuova Repubblica e pose le basi per l'affermazione di un sistema stabile di tipo semi-presidenziale. 
Nel 2002 vari gruppi cristiano democratici, della destra, gollisti puri e liberali si sono fusi nell'Unione per un Movimento Popolare (UMP), a lungo operante salvo essere disciolta a causa degli insuccessi elettorali nel 2015 per formare I Repubblicani, inizialmente guidati da Nicolas Sarkozy.
In Italia i conservatori, a parte la parentesi qualunquista (il Fronte dell'Uomo Qualunque era di matrice liberista e rigorosamente anticomunista, socialmente conservatrice), si coagularono nel Partito Monarchico Italiano (1946-1959) e dal 1959 al 1972 nel Partito Democratico Italiano di Unità Monarchica, diretti da Alfredo Covelli, confluito nel Movimento Sociale Italiano; nel Partito Liberale Italiano e nelle correnti di destra della Democrazia Cristiana. Dal 2011 al 2015 sono stati lanciati alcuni movimenti auto-dichiarati conservatori, quali il defunto Futuro e Libertà per l'Italia (FLI) di Gianfranco Fini, staccatosi dal Popolo della Libertà (PdL), la breve esperienza dei Conservatori e Riformisti di Raffaele Fitto, provenienti da Forza Italia mediante una scissione, nonché l'attuale partito Fratelli d'Italia.

## Ideologia
(Robert Gascoyne-Cecil, III marchese di Salisbury)

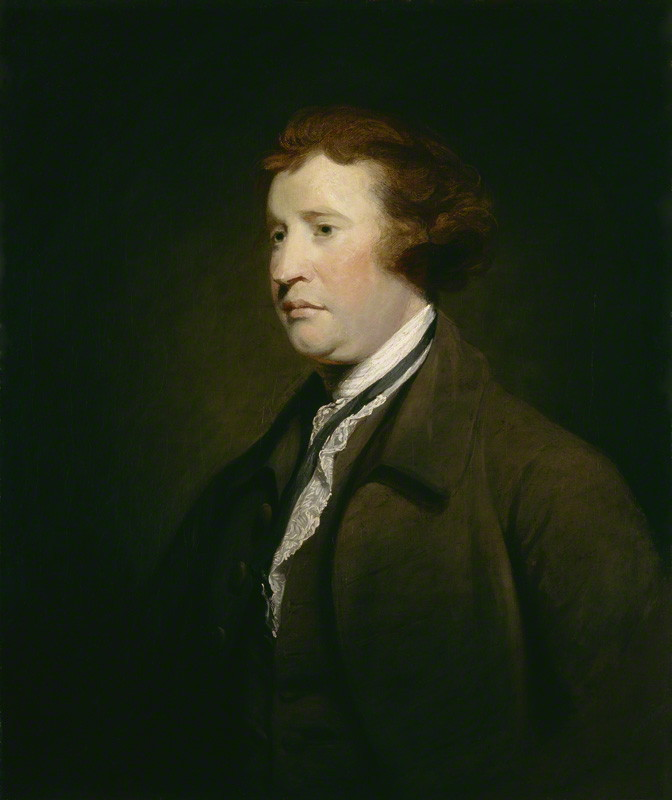
Edmund Burke, padre filosofico del conservatorismo e scrittore romantico.

Il termine "conservatorismo" fu coniato da François-René de Chateaubriand nel 1818 durante la Restaurazione (1814–1830), per definire coloro che sostenevano la religione, la monarchia, la libertà, la Carta e la gente rispettabile ("Les honnêtes gens").
Il conservatore cercava quindi di conciliare l'ordine preesistente (come la monarchia e, in un certo senso, anche l'aristocrazia) con le conquiste ottenute dalla rivoluzione francese (ad esempio diritto di voto e diritti dell'uomo), mantenendo un equilibrio che rischiava di essere minacciato dai reazionari (volti a restaurare il vecchio ordine) e dai rivoluzionari (che pretendevano di migliorare le condizioni del popolo con mezzi radicali e violenti).
Nel corso degli anni il conservatorismo si diffuse essenzialmente nell'Impero britannico (che aveva una monarchia costituzionale e significative libertà) e negli Stati Uniti, perdendo invece terreno nel vecchio continente, dove esistevano chiuse oligarchie e povere masse, con in mezzo la borghesia.
Fino alla fine del XIX secolo i conservatori erano chiusi sui temi sociali e favorevoli al libero mercato (in italiano "liberismo"), a dispetto dei liberali che erano progressisti sui temi sociali e protezionisti. Ironicamente, Edmund Burke, uno dei padri della suddetta dottrina, era un Whig inglese, ovverosia un liberale. Tuttavia agli albori del XX secolo i conservatori allentarono la loro chiusura sui temi sociali, favorendo anche un maggior protezionismo.
Questi nuovi orientamenti erano dovuti principalmente al complesso cambiamento geopolitico europeo, che vedeva nuove potenze come l'Impero tedesco e la politicamente debole Terza repubblica francese, nonché alla crisi economica del periodo, che causò la fine del bimetallismo, oramai obsoleto, in favore del sistema aureo.
Dalla metà del XX secolo i conservatori si sono caratterizzati definitivamente per la loro netta opposizione ad aborto, matrimoni omosessuali, eutanasia, ius soli e droghe, nonché per il supporto al libero mercato, ai tagli fiscali e alla fiducia nella proprietà privata. Non mancano tuttavia delle eccezioni, come alcuni conservatori progressisti su temi sociali (i conservatori liberali o "compassionevoli") sebbene mantengano una fermezza sui temi economici in generale. 
In definitiva ciò che caratterizza il conservatorismo è la fiducia nell'individuo con la sfiducia nella collettività di per sé, diversamente dai progressisti che invertono i termini. 
I caratteri tipici odierni  (famiglia, patriottismo, giustizia sociale, libero mercato, legalità, sicurezza, meritocrazia, tradizione) sono  comunque comuni  a quei soggetti  che si ispirano a questo filone culturale, senza tener conto di quelle varianti che hanno avuto modo di contaminarsi con il liberalismo, con il nazionalismo e con il cristianesimo democratico.

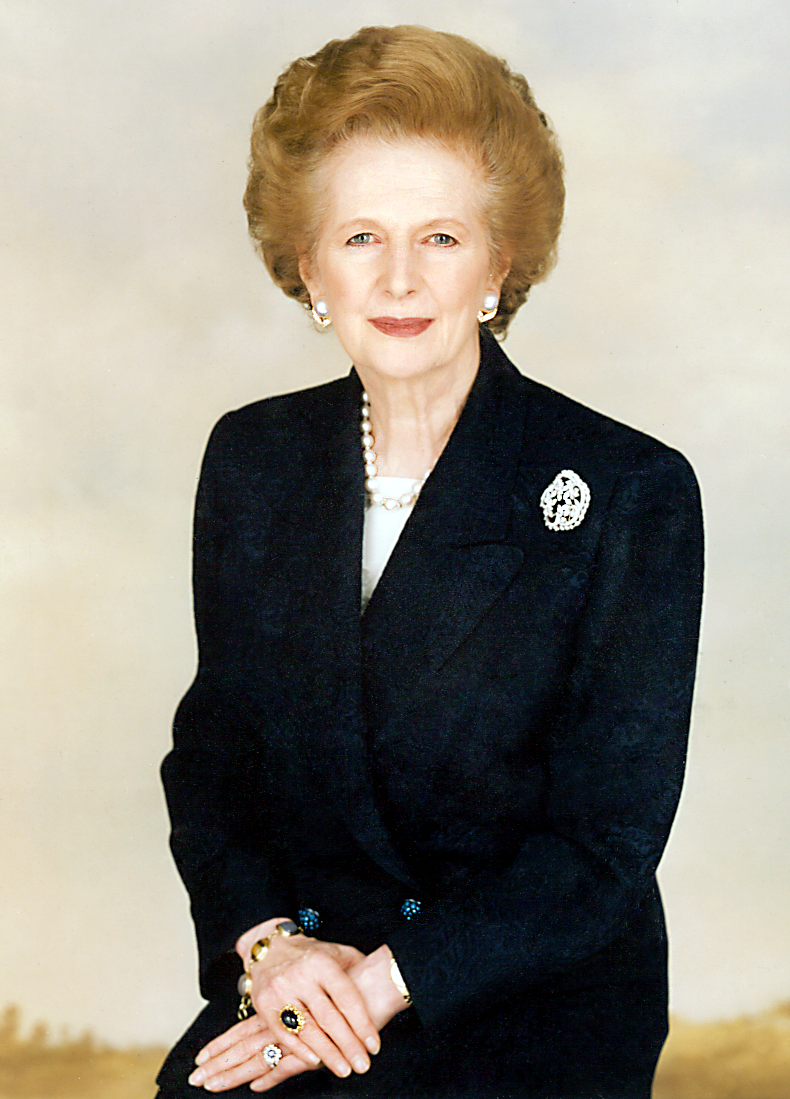
Margaret Thatcher, incisivo primo ministro britannico, rivitalizzò un partito indebolito garantendogli circa diciotto anni di Governo

.

### Punti ideologici
I tratti maggiormente comuni del conservatorismo si possono riassumere in:
- la dottrina fiscale è uno dei fattori principali che marcano la differenza tra conservatori e progressisti. Si impone di ridurre la spesa pubblica, al fine di conseguire il pareggio di bilancio. Cerca di porre freno agli interventi statali in economia, favorendo invece privatizzazioni e deregolazioni. L'obiettivo di questa tattica economica è ridurre le tassazioni (o abolirne alcune, come la tanto avversata imposta sul reddito) e programmi ed enti ritenuti inutili, in modo da ridurre il debito pubblico e favorire investimenti nel Paese o area di appartenenza;
- la dottrina sociale pone l'accento soprattutto sui temi sociali, opponendosi a matrimoni omosessuali, eutanasia, aborto, ius soli, obbligo vaccinale e antiproibizionismo. Supporta anche un inasprimento delle pene contro la criminalità, ovvero la "Tolleranza zero". Questa branca del conservatorismo cerca di coniugare i temi classici del conservatorismo con la giustizia sociale, rielaborandoli in chiave anti-statalista e liberista;
- la dottrina tradizionalista (comunemente noto Toryismo nei paesi anglofoni) sottolinea il rispetto e la necessità del giusnaturalismo e di una morale comune, ponendo la massima fiducia nella tradizione locale, della vita rurale, nell'organicismo, nel rispetto della gerarchia e nel valore della fedeltà. Il tradizionalismo è ciò che porta ad accomunare i conservatori con i reazionari e il tradizionalismo integrale, sottolineando la decadenza portata dall'Illuminismo e dalle rivoluzioni, nonché dal progresso, che ha causato un crollo dei valori morali e sociali.

### Sottogruppi
I vari sottogruppi riconducibili all'ideologia conservatrice possono essere presenti in forma minoritaria o maggioritaria all'interno dei partiti di riferimento. Tra di essi vi sono:
- il conservatorismo liberale è una variante del conservatorismo che incorpora posizioni liberali in campo economico, talvolta liberiste pure. Suoi capisaldi sono la proprietà privata, la libertà personale in campo economico, senza significative interferenze del governo, la difesa del ruolo della famiglia e della democrazia. Talvolta vi sono aperture su alcuni diritti civili.
- il conservatorismo libertario è invece tipicamente presente negli Stati Uniti e nel Regno Unito e mantiene posizioni libertarie in economia e conservatrici sui temi etici. Non mancano conservatori libertari che, anche se minoritari, supportano il matrimonio omosessuale, posizioni abortiste o anche la legalizzazione delle droghe, in quanto la proibizione di questi negherebbe delle libertà, principio caro ai libertari in generale. Negli Stati Uniti il conservatorismo libertario è conosciuto anche come "fusionismo";
- il conservatorismo nazionale è la "destra" del movimento conservatore. Rispetto al pragmatismo di altri conservatori, si caratterizza per la tutela dell'interesse nazionale, della "famiglia tradizionale", della cultura e del pluralismo, osteggia l'immigrazione, le teorie woke e la globalizzazione incontrollata. Sostiene posizioni economiche innanzitutto legate all'economia sociale di mercato, che possono anche variare. Negli Stati Uniti è talvolta accostato al       "paleoconservatorismo".
- il neoconservatorismo è una peculiarità statunitense con dei tratti simili al liberalismo conservatore. Nato alla fine degli anni ottanta dal XX secolo, inequivocabilmente occidentalista, il movimento "neocon" predilige sicuramente il modello neoliberista e supporta l'interventismo, mentre si oppone all'internazionalismo e all'isolazionismo, credendo giusto il principio di "esportare la democrazia" in tutto il mondo. Rispetto ai normali conservatori non si oppongono particolarmente all'intervento statale, chiedendone solo una limitazione alla spesa sociale. I capisaldi del neoconservatorismo sono state le amministrazioni Reagan e Bush;
- il conservatorismo uninazionale è una caratteristica tipicamente britannica. Termine coniato dal primo ministro Benjamin Disraeli, l'unì nazionalismo (ribattezzato anche "Tory Democracy", ovvero democrazia Tory) ha una linea d'azione pragmatica e paternalistica, in quanto ritiene che per prevenire una rivoluzione le classi agiate debbano mostrare solidarietà con le masse operaie e popolari. Sui temi economici è contemporaneamente favorevole al libero mercato interno e crede che per preservare gli imprenditori nazionali si debba applicare un rigido protezionismo sulle merci estere. Gli uni nazionalisti inglesi sono progressivamente diminuiti nel Partito Conservatore fino a diventare minoranza a partire dagli anni settanta, quando Margaret Thatcher lanciò un programma liberista e interventista. Il Partito Laburista sotto la guida di Ed Miliband ha a sua volta lanciato il "One National Labour" ("Laburismo Uninazionale");
- il teoconservatorismo (semplicemente tecon, da "Teo", Dio; e "Con", ovvero conservatore) è una branca religiosa nel conservatorismo. Rigidamente conservatore per quanto riguarda i temi sociali, anche in riferimento ai diritti degli omosessuali, tale movimento è ben rappresentato negli Stati Uniti, dove viene riconosciuto per il fondamentalismo cristiano e il supporto ad azioni teocratiche, che ritengono necessarie per la difesa della civiltà occidentale. In Italia è grossolanamente noto per indicare le posizioni di pensatori quali Marcello Pera e Giuliano Ferrara e Gaetano Quagliariello, evidentemente moderati rispetto alla controparte americana.
- il conservatorismo verde (detto anche eco-conservatorismo) rappresenta la variante ambientalista del pensiero conservatore.
- il conservatorismo fiscale mira a ridurre la spesa pubblica inefficiente al fine di conseguire il pareggio di bilancio.
- il conservatorismo tradizionalista sottolinea la necessità filosofica, etica e pratica dei principi della legge naturale e dell'ordine morale trascendente, della tradizione, dell'unità organica e gerarchica, della vita rurale, del classicismo e della cultura elevata e della fedeltà.
- Il conservatorismo sociale è un'ideologia politica che si colloca generalmente al centro, sebbene non si prefiguri come moderata. Questa filosofia tutela i principi conservatori tipici della destra coniugandoli a quelli della giustizia sociale e dell'egualitarismo economico; per tale ragione trova spazio non necessariamente solo nei partiti del centro-destra. I conservatori sociali possono essere assimilati ai cristiano democratici, sebbene alcune personalità al suo interno non siano necessariamente cristiane, bensì propense a basare i loro principi appoggiandosi sui valori della religione predominante nel proprio paese per difendere la tradizione sociale, etica e morale della propria nazione, opponendosi strenuamente a matrimoni omosessuali, aborto, eutanasia e antiproibizionismo. In termini di politica economica possono condividere politiche stataliste, appoggiando non di rado idee keynesiane.
- Il conservatorismo progressista è una variante dell'ideologia conservatrice che unisce un marcato progressismo sui temi sociali con una teoria economica basata (non sempre) su un'economia sociale di mercato. Fra gli esponenti noti di questa corrente troviamo David Cameron e Angela Merkel.